# Jelenje
Jelenje (italsky Gellegne) je vesnice a správní středisko stejnojmenné opčiny v Chorvatsku v Přímořsko-gorskokotarské župě. Nachází se v údolí řeky Rječiny, asi 11 km severovýchodně od centra Rijeky. V roce 2011 žilo v Jelenji 425 obyvatel, v celé opčině pak 5 344 obyvatel.
Opčina zahrnuje celkem 17 vesnic. Vesnice v opčině jsou v převážné většině malé, často pod sto obyvatel, jsou zde však i výjimky. Největší vesnicí je Dražice s 2 093 obyvateli, dále pak Podhum s 1 446 obyvateli, středisko opčiny Jelenje s 425 obyvateli a vesnice Podkilavac s 332 obyvateli. V nejmenší vesnici, Valići, žije pouze jeden obyvatel.
- Baštijani – 18 obyvatel
- Brnelići – 85 obyvatel
- Drastin – 17 obyvatel
- Dražice – 2 093 obyvatel
- Jelenje – 425 obyvatel
- Kukuljani – 87 obyvatel
- Lopača – 87 obyvatel
- Lubarska – 114 obyvatel
- Lukeži – 193 obyvatel
- Martinovo Selo – 117 obyvatel
- Milaši – 76 obyvatel
- Podhum – 1 446 obyvatel
- Podkilavac – 332 obyvatel
- Ratulje – 114 obyvatel
- Trnovica – 47 obyvatel
- Valići – 1 obyvatel
- Zoretići – 92 obyvatel